# Чуйко Вадим Тимофійович
Вади́м Тимофі́йович Чуйко́ (* 10 квітня 1910, Глогове Єлисаветградський повіт, Новоросійська губернія — † 22 листопада 1994, Дніпропетровськ) — український хімік, 1962 — доктор хімічних наук.

## Життєпис
Після закінчення школи поступає до Одеського медико-аналітичного інституту, закінчив 1931 року. Його учителем був Комаровський А. С., залучив до наукових досліджень його, Полуектова М. С., Назаренка В. А., Коренмана І. М.
До 1940 року працював у хіміко-аналітичній лабораторії Донецька, по тому — асистент Донецького політехнічного інституту на кафедрі загальної хімії, займався дослідженнями в царині аналітичної хімії.
1940 року захищає кандидатську дисертацію. До 1952 року працював доцентом.
Протягом 1952—1958 років завідував кафедрою хімії Черкаського педагогічного інституту та продовжував займатися науковою діяльністю.
Досліджував розділення, концентрування та визначення домішок різних елементів — зокрема, металів у різних об'єктах.
1962 року захистив докторську дисертацію «Основні способи концентрування слідів металів співосадженням, як теоретичне обґрунтування та застосування в хімічному аналізі».
Після того починає роботи по концентруванню та розділенню мікродомішок металів задля їх вивчення з нового погляду: до нього дослідники використовували як колектор кристалічні речовини, але кращими співосаджувачами є гідроксиди важких металів як аморфні речовини. Чуйко сформулював правило, що процеси переходу мікрокомпонента в осад є можливим описати законом діючих мас. Це положення привело до висновків, котрі мали теоретичне і практичне значення.
На основі відкритого положення розробив багато методик визначення мікродомішок металів у різноманітних об'єктах.
Також теоретично розробив спосіб концентрування частковим осадженням колектора (цебто макрокомпонента), котрий може бути присутнім у аналізованому розчині, чи бути введеним у нього. Даний спосіб використовується в аналітичній хімії для розробок високочутливих методик визначення йонів металів в мікрокількостях, та в технологічних процесах при отриманні дуже чистих солей, зокрема, при добуванні рідкісних й розсіяних елементів.
1962 року запрошений до праці в Дніпропетровському державному університеті, завідує кафедрою аналітичної хімії, читав загальний курс аналітичної хімії.
Вводить серед вчених, котрі займалися вивченням питань концентрування та розділення, поняття «співосадження».
Його зусиллями в університеті на хімічному факультеті відкривається спеціалізована Рада по захисту кандидатських дисертацій та науково-дослідна прикладна лабораторія по аналізу стічних вод.
Написав більш як 250 наукових праць, зареєстровано 15 авторських свідоцтв на винаходи.
За його головування в Раді по захисту дисертацій відбувся захист 102 кандидатських дисертацій.
Як педагог підготував 12 кандидатів хімічних наук та консультував підготовку 2 докторських дисертацій.
Професорами стали його учні Бакланов Олександр Миколайович, Вершинін В'ячеслав Ісаакович, Ткач В. І., Циганок Л. П., Чмиленко Ф. О.
1978 року йде на пенсію, кафедрою завідує його учениця Циганок Л. П. Професор Чмиленко Ф. О., котрий прийняв завідування кафедрою 1994 року, продовжує розвивати напрям використання дії фізичних полів на аналітичні системи.
В особистому житті захоплювався художньою літературою, був затятим рибалкою та автомобілістом.

## Джерело
- Пам'яті професора Чуйка Вадима Тимофійовича[недоступне посилання з серпня 2019]

| Володимир Вернадський | Це незавершена стаття про українського науковця. Ви можете допомогти проєкту, виправивши або дописавши її. |